# Jüdische Gemeinde Bereschany

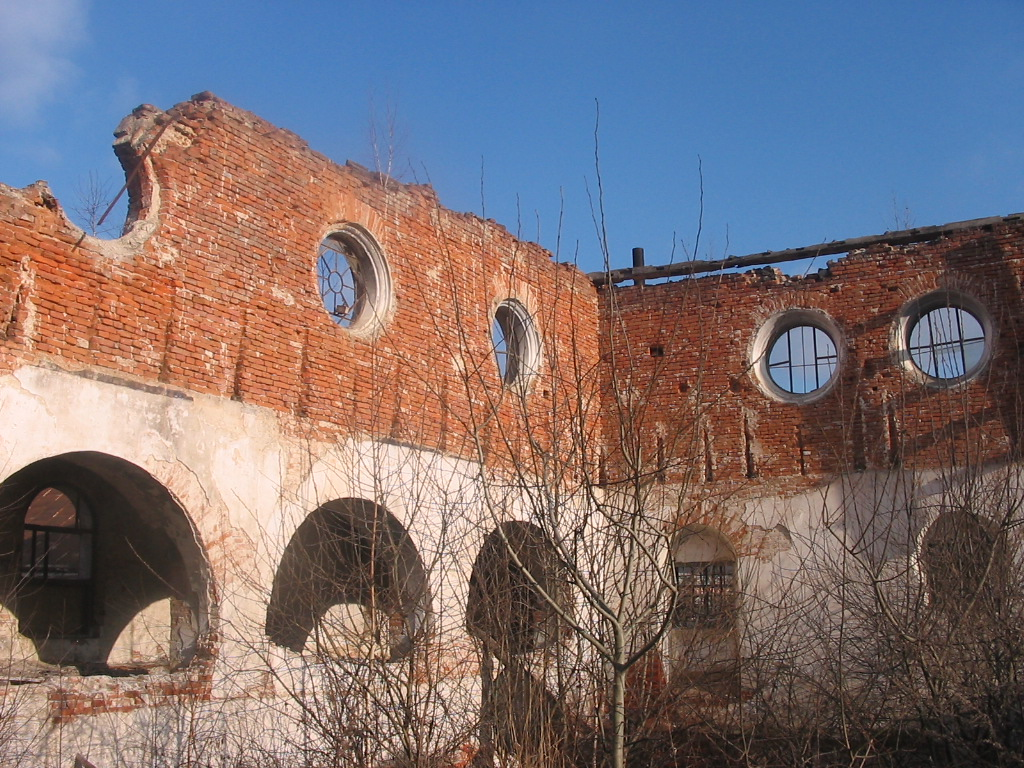
Zerstörte Synagoge in Bereschany 2005

Die jüdische Gemeinde in Bereschany war eine jüdische Glaubensgemeinde in der ukrainischen Stadt Bereschany im Rajon Bereschany und Oblast Ternopil.

## Geschichte der jüdischen Gemeinde
Die jüdische Gemeinde wurde etwa im Jahr 1570 von vier aschkenasischen Familien gegründet, welche im Rahmen der großen Fluchtwellen in Europa nach Osteuropa strömten. Bereits hundert Jahre später hatte sich diese auf ungefähr einhundert Familien erhöht und wuchs stetig an. Die meisten der Gemeindemitglieder waren Händler, Ärzte, Rechtsanwälte, Lehrer, Richter und Beamte. Über die Jahre waren etwa 40 Mitglieder der Gemeinde als Anwälte beim zuständigen Bezirksgericht im damaligen Kronland Galizien registriert.
Entscheidende Veränderungen kamen für die Gemeinde nach dem Ersten Weltkrieg. Während des Polnisch-Ukrainischen Krieges stand die Mehrzahl der jüdischen Bewohner loyal neutral gegenüber. Dies änderte sich nach einem Massaker der polnischen Armee in der Zeit vom 22. bis 24. November 1918 in der Nähe von Lemberg, bei dem gemäß dem Morgenthau-Report von Henry Morgenthau senior 64 Juden getötet wurden. Nach der Besetzung der Ukraine durch die Rote Armee unter Trotzki ab 1921 waren die Juden daher Sowjetrussland gegenüber freundlich gesinnt. Es wurde ein jüdischer Rat gebildet und jedem Juden, der das Alter von 18 Jahren erreicht hatte, die Teilnahme an demokratischen Wahlen gestattet. Erster Vorsitzender dieses als Selbstverwaltung für das Schtetl eingerichteten achtköpfigen Rates wurde Dr. Kramer. Die letzten Wahlen zum Rat der jüdischen Gemeinde wurden im Jahre 1936 durchgeführt.
Am 7. Juli 1941 besetzte die deutsche Wehrmacht die Stadt, in der zu dieser Zeit noch etwa 4000 Juden lebten. Unmittelbar nach der Besetzung wurden antijüdische Maßnahmen verhängt, welche u. a. eine Kennzeichnungspflicht, Ausgangssperre nach Sonnenuntergang und ein Verbot, die Stadt zu verlassen beinhalteten. Anfang August 1941 wurde ein Judenrat gebildet und dieser gezwungen, innerhalb der jüdischen Gemeinde eine hohe Abgabe einzutreiben, sämtliche Männer zur Zwangsarbeit anzumelden und den deutschen Besatzungstruppen sämtliche Wertgegenstände, Waren und Möbel aus den jüdischen Haushalten auszuliefern.
Acht Tage vor dem jüdischen Neujahrsfest Rosch ha-Schana im Herbst 1941 wurden sämtliche Juden der Stadt durch die Gestapo aufgefordert, sich an diesem Festtag auf dem Targowica-Platz einzufinden. Die versammelten 600 jüdischen Bürger wurden in verschiedene Konzentrationslager und in das Zwangsarbeitslager für Juden deportiert, wo die meisten von ihnen umkamen. Die verbliebenen Juden wurden daraufhin knapp ein Jahr später, symbolträchtig und verhöhnend am Versöhnungstag Jom Kippur, im September 1942 zusammen getrieben und ebenfalls deportiert. Der Kreishauptmann Hans-Adolf Asbach war Zuschauer der „Judenaktion“, als die Menschen in die Eisenbahnwaggons geprügelt wurden. Dabei handelte es sich mitsamt den weiteren Juden aus der Umgebung um ca. 1500 Menschen. 60 junge Mädchen wurden aussortiert und in spezielle Lager bei Jagielnica (heute Jahilnyzja) und nahe Tschortkiw transportiert.
Die Deportationen und Massenvernichtungen des Holocaust haben nur 510 Mitglieder der jüdischen Gemeinde von Bereschany überlebt.
Die verbliebenen Juden aus der Region wurden in das abgeriegelte Ghetto in Bereschany verbracht. Bei dessen Auflösung im Jahre 1943 wurden in einer drei Tage dauernden Liquidierungsaktion der SS-Wachmannschaften insgesamt 1180 Juden auf dem jüdischen Friedhof getötet. Einziger Überlebender und Augenzeuge der Massenerschießungen war Menachem Katz. 
Nach dem Sieg der Alliierten und der Neustrukturierung und Angliederung der Ukraine an die UdSSR flüchteten zahlreiche der noch verbliebenen Juden aus der Gemeinde und der Region vor den Verfolgungen im Stalinregime, was letztlich das jüdische Gemeindeleben zum Erliegen brachte.

## Synagogen
Im Laufe der Zeit entstanden mehrere Synagogen in der Stadt.

### Große Synagoge
Im Jahr 1718 erbaute die Gemeinde eine erst eigene Große Synagoge, welche als Mittelpunkt des gesamten kulturellen Lebens der Gemeinde eine wichtige Rolle spielte. Nach der Besetzung der Westukraine durch die Sowjetunion 1939, im Ergebnis des Hitler-Stalin-Pakt, beschlagnahmte die Rote Armee das Gebäude und nutzte es zweckentfremdend als Getreidespeicher. Die Funktion wurde auch von den deutschen Besatzern ab 1941 und nach der Rückeroberung durch die Rote Armee 1944 beibehalten. Heute ist sie eine Ruine.
Im Laufe der Zeit entstanden auch weitere Synagogen:

### „Cantor's Synagoge“
Die kleinere „Cantor's Synagoge“ wurde weniger genutzt und diente Rabbi Nathanson für seine Predigten.

### Reb Judels Synagoge
Die Reb Judels Synagoge befand sich an der Ecke Lwiwska- und Ternopilskaa-Straße, war eine sehr frequentierte Synagoge und wurde im Laufe des Krieges völlig zerstört.

### „Tschortkower Klois“ Synagoge
Die „Tschortkower Klois“ Synagoge wurde von Chassidim, und insbesondere Anhängern des Rabbi Jakob Josef von Polonoje genutzt. Es handelte sich um ein schlichtes zweistöckiges Gebäude. Es befand sich in unmittelbarer Nähe des Hauses von Rabbi Mordechai Hacohen Schwadron Gaon, welcher der Rabbi von Bereschany für die Chassidim war. Diese Synagoge wurde während des Ersten Weltkriegs kurz nach einem erfolgten Umbau vollständig zerstört.

### Rabbi Mendele Synagoge
Die Rabbi Mendele Synagoge befand sich in der ehemaligen Strazacka-Straße. Sie wurde während einer Bombardierung durch die deutsche Luftwaffe schwer beschädigt und brannte aus. 
Weiterhin gab es die Synagoge Jair.

## Die hebräische Schule in Bereschany
Im Mai 1903 eröffnete die Organisation „SAFA-BRURA“ (deutsch: klare Sprache) eine hebräische Schule in Bereschany, in welcher es eine Bibliothek und einen Lesesaal gab. Diese wurde während des Ersten Weltkrieges geschlossen und erst 1917 wieder eröffnet. Nachdem 1921 der damalige Schulleiter den Ort verlassen hatte, wurde sie abermals geschlossen. Ende 1927 führte ein Verwandter von Tadeusz Komorowski die Schule als Lehrer weiter. 1929 wurde ein Betreiberverein für die Führung der Schule gegründet.

## Der Jüdische Friedhof

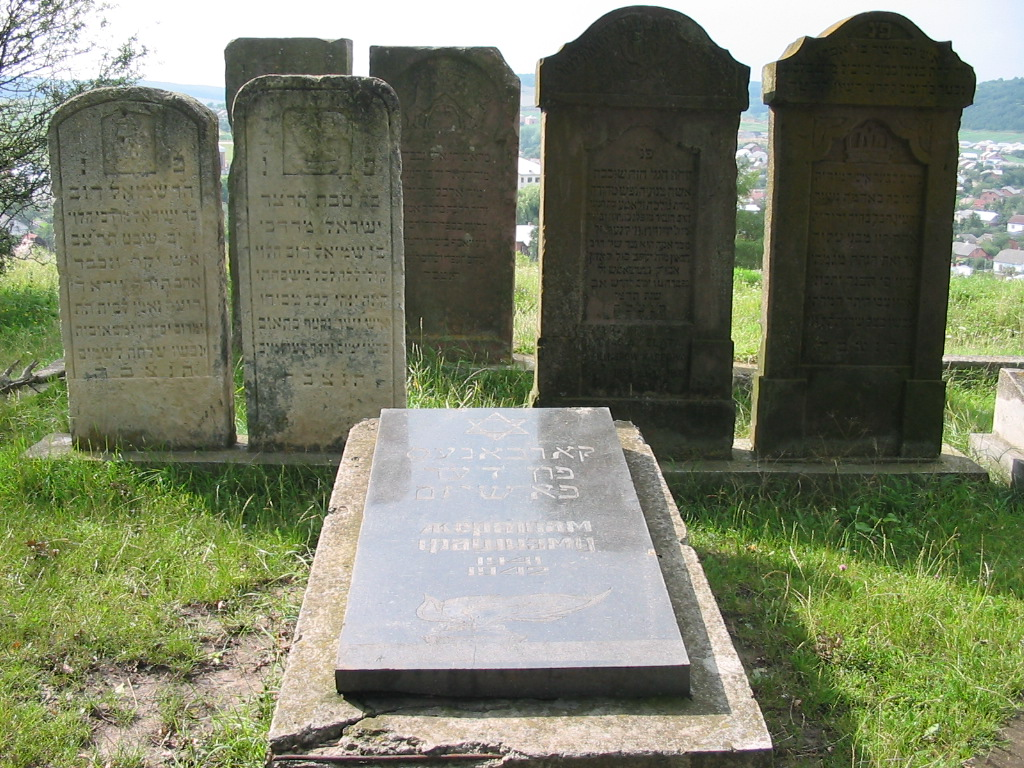
Jüdischer Friedhof Bereschany

Der Jüdische Friedhof Bereschany liegt außerhalb der Stadt auf dem Hügel Okopysko und war 1942/43 Schauplatz von Massenhinrichtungen jüdischer Bewohner der Stadt durch die Wehrmacht, SS-Wachmannschaften des Ghettos und deren Helfer der Ukrainischen Aufstandsarmee und der Befreiungsarmee. Die Leichen sind in Massengräbern auf dem Friedhof verscharrt.

## Persönlichkeiten der jüdischen Gemeinde
- Joseph Saul Nathanson (1808–1875), Rabbiner